# ドゥクス
ドゥクス（羅：dux）とは、古代ローマの軍隊で用いられた用語で、ラテン語で「指導者」を意味する。また帝政ローマ後期においては公職のひとつとなった。

## 概要
ドゥクスは元々、主に1つ以上の軍団を指揮する指揮官を指し、しばしばコンスル、総督ないし他に元老院よりインペリウムを授けられた者を意味した。また属州においては、ドゥクスはその地域で最も高位の公職にある者を意味していた。
しかしながらドミナートゥス制になるとこの用語の意味合いが変わっていき、新たに「ドゥクス」と呼ばれる公職が作られた。この「ドゥクス」は属州における地方の最高位の指揮官となり、しばしば従来の意味のもとである行政官とは別の動きをした。また、帝国がテトラルキアの過程で分割されると帝国の統治単位が属州からディオケセス（のちに司教区という意味になる行政単位）となり、この行政官（ウィカリウス）を軍事面で支援した。

## ローマ帝国以降の使用例
ローマ帝国滅亡後も「ドゥクス」という単語はそのまま行政官を指す単語として残り、「デューク（公）」やドージェ、ドゥーチェの語源となった。

### 教育
スコットランド、オーストラリア、ニュージランド、南アフリカ共和国及びアイスランドにおいては、ドゥクスは学業やスポーツにおいて傑出した実績を遂げた学生に卒業年に贈られる称号である。ポルトガルの大学では最上級生で新入生歓迎会の世話役を意味する。